# Robbert de Greef
Robbert de Greef   (Geldrop, 27 d'agost de 1991 - Anvers, 26 d'abril de 2019) fou un ciclista neerlandès, professional entre el 2013 i el moment de la seva mort, l'abril de 2019. L'1 d'abril de 2019 de Greef va patir un atac de cor mentre disputava l'Omloop van de Braakman race, del qual no pogué recuperar-se i acabà morint el 25 d'abril del mateix any.

## Palmarès
- 2013
  - 1r a la Ronde van Zuid-Holland
- 2015
  - 1r a la Ronde van Zuid-Holland
- 2017
  - 1r a la Kernen Omloop Echt-Susteren